# Sakurai Yoshiko

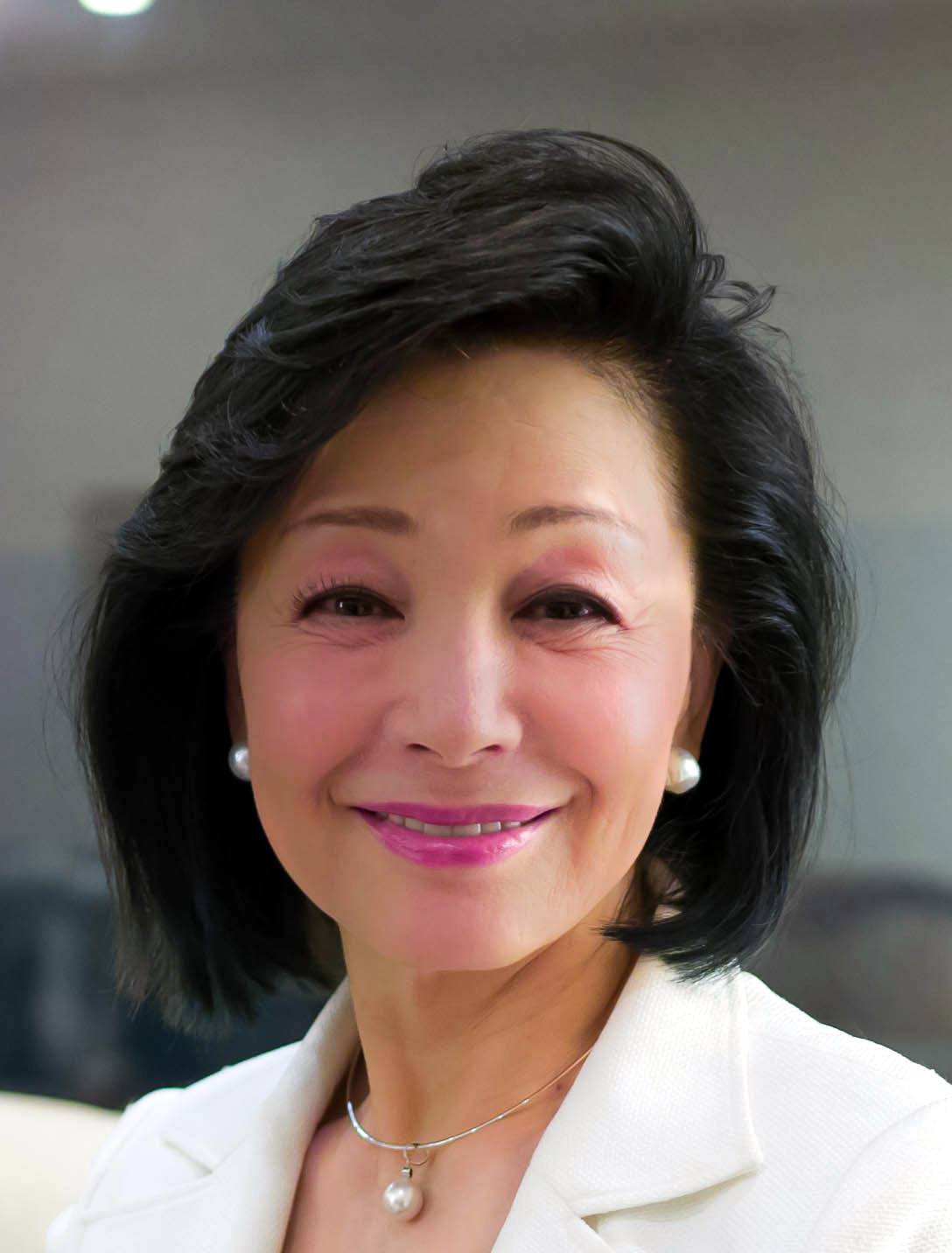
Yoshiko Sakurai

Sakurai Yoshiko (櫻井 良子 Sakurai Yoshiko, sinh ngày 10 tháng 10 năm 1945, Hà Nội, Việt Nam Dân chủ Cộng hòa) là một nhà báo, người dẫn chương trình truyền hình và nhà văn Nhật Bản. Bà cũng là chủ tịch của Viện Cơ bản Quốc gia Nhật Bản, được thành lập vào năm 2007 

## Đời sống
Sakurai được sinh ra tại Việt Nam với cha mẹ người Nhật Bản. Sau khi cùng gia đình trở về Nhật Bản, cô tốt nghiệp trường trung học Nagaoka. Sau đó cô tốt nghiệp Đại học Hawaii tại Manoa, chuyên ngành lịch sử.
Sakurai bắt đầu sự nghiệp với tư cách là một nhà báo cho Christian Science Monitor ở Tokyo. Cô phục vụ như một người dẫn chương trình tin tức trên chương trình tin tức đêm khuya của Truyền hình Nippon Kyo-no-dekigoto từ 1980 đến 1996. Cô đã làm việc trong vụ bê bối máu nhiễm HIV ở Nhật Bản trong những năm 1990.
Liên kết với người xét lại công khai Nippon Kaigi, Sakurai phủ nhận vụ thảm sát Nam kinh và nô lệ tình dục của quân đội đế quốc Nhật Bản trong Thế chiến II (tức là " Phụ nữ giải khuây "). * (việc từ chối này dường như bị mâu thuẫn bởi chính Yoshiko Sakurai khi cô xuất hiện trong bộ phim tài liệu John Pilger 'Japan Behind the Mask' 1987. Trong bộ phim tài liệu mà cô thừa nhận và chỉ trích, việc Nhật Bản phủ nhận tội ác chiến tranh và đề nghị sinh viên ở Nhật Bản nên được kể về sự thật phũ phàng của đế quốc Nhật Bản trong quá khứ.*  Cô đã quảng bá cho bộ phim Cô gái Scottboro 2015 của Taniyama Yūjirō tại Nhật Bản và Hoa Kỳ, một bộ phim xét lại nhằm mục đích phủ nhận sự nô lệ tình dục của phụ nữ giải khuây.
Cô là người tạo ra thuật ngữ " Tokutei Châu Á ".